# Comissão Nacional de Presbíteros
A Comissão Nacional de Presbíteros (CNP) é uma organização de presbíteros católicos do Brasil, vinculada à Conferência Nacional dos Bispos do Brasil (CNBB), que tem como finalidade congregá-los em nível nacional e expressar sua comunhão com os bispos brasileiros. Possui caráter consultivo dentro da CNBB.